# Ulica Terespolska w Siedlcach
Ulica Terespolska – jedna z głównych ulic wylotowych w Siedlcach, w Południowej Dzielnicy Przemysłowej, na trasie W-Z, w kierunku na Terespol.

## Przebieg
Ulica zaczyna się na rondzie krzyżującym się z ulicą  Starowiejską, a kończy na granicy miasta (Ujrzanów).

## Historia
Ulica wybudowana na początku lat 70., wraz z nowo powstającą dzielnicą przemysłową. Przed reformą sieci drogowej w grudniu 1985 roku była częścią drogi międzynarodowej E8. W 2001 roku skrzyżowanie z ulicą Starowiejską zostało gruntownie zmodernizowane (powstało rondo).

## Pochodzenie nazwy
Nazwa pochodzi od miasta Terespol.

## Obiekty
- salon Honda nr 7;
- Valmont Polska Sp. z o.o., Polimex-Mostostal S.A. nr 12;
- salon Toyota, Fiat i Hyundai nr 14.

## Komunikacja
Ulicą Terespolską kursują autobusy nr: 16, 30, 31, 32, 33, 38.

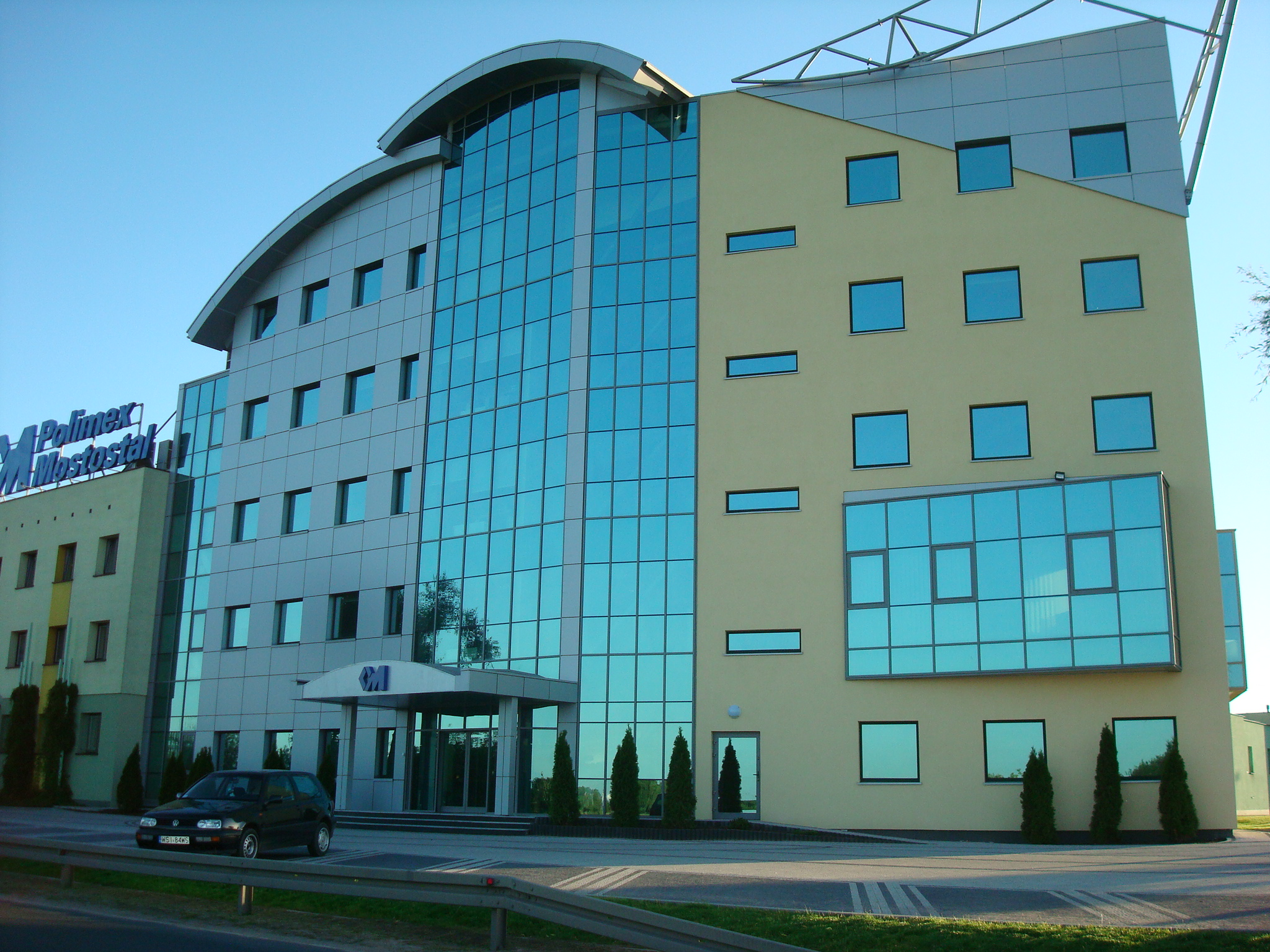
Biurowiec Polimex-Mostostal w Siedlcach
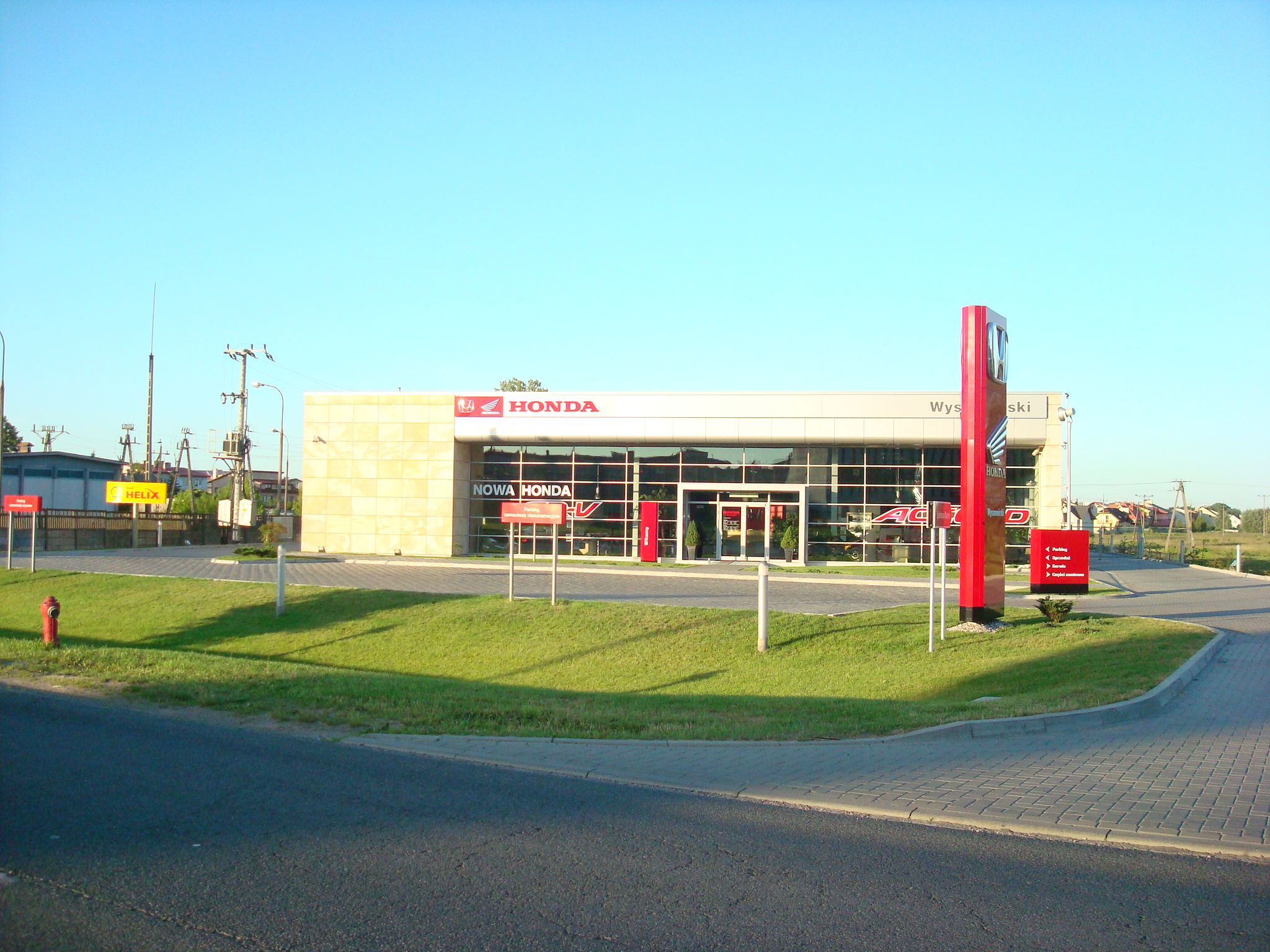
Salon Hondy w Siedlcach